# موسس کاراپتیان
مؤسس کاراپتیان (ارمنی: Մովսես Կարապետյան؛ زادهٔ ۲ ژانویهٔ ۱۹۷۸ در ایروان) یک کشتی‌گیر رشته کشتی فرنگی اهل ارمنستان است که در مسابقات قهرمانی کشتی اروپا در مجموع برندهٔ ۱ مدال طلا، ۲ مدال برنز شده است.